# Су Маньшу
Су Маньшу (苏曼殊, 28 вересня 1884 —2 травня 1918) — китайський письменник, поет, журналіст, революціонер часів падіння династії Цін та початку Китайської Республіки.

## Життєпис
Народився у 1884 році у м.Йокогама (Японія) у родині Су Яйшанкара, китайського купця, та Каваї, японської наложниці. Деякий час жив у родинні прийомного батька. У 1889 році його було відправлено до Гуандуну (Китай), тоді як його мати залишилася в Японії. Тут він навчався у сільській школі, потім два роки в Шанхаї, після чого з 1898 року продовжив навчання в школі, заснованої Кан Ювеем. У 1902 році Су Маньшу приїхав до Токіо, де став учасником трьох китайських студентських революційних гуртків. В одному з гуртків він познайомився з Ченем Дусю, який навчив Су Маньшу класичному китайському віршування.
У 1903 році Су Маньшу приїхав до Шанхаю і приєднався до революційного руху. Він став активним публіцистом, що було його свідомим внеском у справу революції. Писав статті для опозиційних газет «Гомін жибао» і «Чжунго жибао».
Водночас Су Маньшу шукав себе в китайському буддизмі, прийнявши чернецтво тричі: у віці 12 років, в 1899 і 1903 роках. У 1904–1912 роках він багато подорожував Китаєм, Індією, Явою.
У 1908–1909 роках був запрошений Ян Веньхуей викладати англійську мову та санскрит у своєму буддійському центрі в Нанкіні. Після революції 1911 року Су Маньшу на деякий час осів у Шанхаї і зайнявся літературною працею. Су Маньшу володів санскритом, японською, англійською, французькою мовами. Помер 2 травня 1918 року у Шанхаї.

## Творчість
Су Маньшу дебютував в прозі з незакінченою автобіографічною повістю «Самотній лебідь» про трагічну любов молодого буддійського ченця. Подібні сюжети характерні для його новел «Вишневий тюль», «Шабля», «Зламана шпилька», «Це не сон».
Відомий своїми численними перекладами. Переклав на китайську «Шакунталу» Калідаси, а на англійську — китайську класичну поезію. Він робить переклад «Знедолених» Віктора Гюго, куди вводить вигаданого ним самим персонажа, який критикує китайські традиції. Брав участь в складанні словників. З 1908 року робить багато перекладів поезії Д.Байрона у стилі стародавньої китайської поезії.
Вірші Су Маньшу відзначені сумом і ліризмом. Свого часу він виділявся розкриттям у творчості чуттєвої сторони, що було новиною для літератури Китаю і створило моду на менш замкнуте поведінку серед революціонерів. Чуттєва сторона включає підкреслення привабливості революціонерів для красивих жінок. Розгорнуті описи страв не мають аналогів в літературі інших революційних письменників.